# Leymotrigia roshevitzii
Leymotrigia roshevitzii är en gräsart som beskrevs av Nikolai Nikolaievich Tzvelev. Leymotrigia roshevitzii ingår i släktet Leymotrigia och familjen gräs. Inga underarter finns listade i Catalogue of Life.